# TDK D

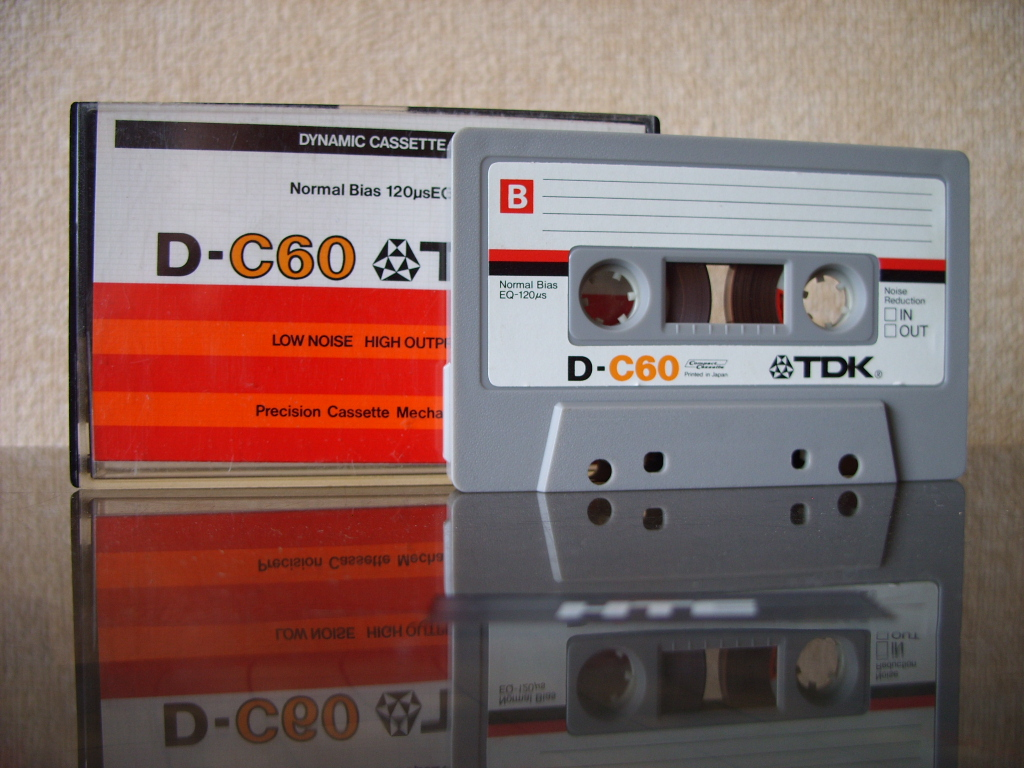
TDK D 60分用
(画像は1979年から1981年まで発売された2代目の米国・欧州向け仕様)

D（ディー、ダイナミック、Dynamic）はかつてTDK（1983年〈昭和58年〉2月28日以前は東京電気化学工業名義）が1972年（昭和47年）5月から1986年（昭和61年）1月まで販売していたノーマルポジション（IEC TYPE I）用コンパクトカセットの名称である。

## 概要
1972年5月1日にそれまで販売していたTDK CASSETTE TAPE〈LOW NOISE〉（以下TDK LN）の後継かつ、1969年（昭和44年）3月から1977年3月まで製造・販売されていた標準LH級音楽録音専用ノーマルポジション用カセットテープであるSD（エスディー、Super Dynamic）の下位製品として開発された標準ローノイズ（LN）級の一般録音用カセットテープであり、磁性体にはガンマ・フェリック（D材）が採用され、SDで培ってきたノウハウを生かし磁性体そのものを超微粒子化することで従来品のTDK LNに対し感度が2dB向上し、新開発のコーティング技術や精度をある程度高めたカセットハーフの採用によりドロップアウトやワウ・フラッター（回転ムラ）を低減、更に耐久性も向上したことで従来品のTDK LNを上回る改良が加えられた。その後1979年（昭和54年）、1981年（昭和56年）、1983年（昭和58年）の計3回の改良を実施し、尤も、1981年（昭和56年）9月の改良製品では、カセットハーフの色がライトグレーからダークグレーに、1983年（昭和58年）9月の改良製品ではダークグレーから黒にそれぞれ変更された。また、初代製品には中期ロット品（2種のロットが存在）と後期ロット品が存在し、1972年に表示があった価格表示が中期ロット1の1974年（昭和49年）3月の仕様変更で廃止され、中期ロット2の1976年（昭和51年）3月の仕様変更時には注意書きが若干変更された。更に1977年（昭和52年）2月から1979年7月末まで製造・出荷された後期ロット品ではリーダーテープが無色透明からヘッドクリーニング効果のある乳白色のリーダーテープに変更されたほか、ラベルの表記のD★C○○がD-C○○に変更された（〇はテープの往復録再時間）。1979年9月に初の全面改良を実施し、磁性体が従来のガンマ・フェリック（D材）を基に更に微粒子化したハイグレインド・フェリックに変更されたほか、カセットハーフの設計も大幅に見直され、当製品専用に開発された「Reliable Cassette Mechanism（リライアブル・カセット・メカニズム）」、および既存の上位製品（AD・SA・MA等）と同様のリールハブの真円度を高める独自のダブルクランプ機構やテープの走行時にフリクションロスを低減する「Dimple & Bubble Sheet（ディンプル・アンド・バブル・シート）」が採用された。その後は1985年（昭和60年）12月の製造・出荷終了まで2度改良を実施し販売されたが、日本市場においてはAEに継ぐ形で1986年2月を以て後述する4代目Dの横展開商品となるDSと共に販売終了となった。

## DS（1984年 - 1986年）
DS（ディーエス、ダイナミック・スピリット、Dynamic Spirit）は上記の4代目Dを元に、無色透明の高精度カセットハーフ仕様に改めた横展開商品（派生商品）で1984年（昭和59年）2月1日に発売された。

## TDK D/DSを使用した同社の派生品
- サンリオキャラクターズ
  - HELLO KITTY - 1977年、および1985年発売。ベースは1977年版が初代D、1985年版がDSとなる。ラインアップは1977年版が60分用のみ、1985年版が46分用のみ。
  - THE VAUDEVILLE DUO - 1985年発売。ベースはDSとなる。ラインアップは46分用のみ。
  - Cheery Chums - 1985年発売。ベースはDSとなる。ラインアップは46分用のみ。

## TDK Dを使用したOEMの一覧
松下電器産業（現・パナソニックホールディングス）
- National RT[4]
- Technics LN（RT-LN）
- National EN（RT-EN）

日本ビクター（現・JVCケンウッド）
- VICTOR LN[5]

東芝（家電販売事業部、現・東芝エルイートレーディング）
- TOSHIBA E
- TOSHIBA F
- TOSHIBA TD
- TOSHIBA FH
- BOMBEAT TS
- Aurex AF

三菱電機
- DIATONE B

など

## CMキャラクター
- 愛川欽也（初代中期型、1975年3月 - 1976年2月）
- キャンディーズ（初代後期型、1977年3月 - 1978年2月）
- 榊原郁恵（初代後期型 - 2代目、1978年9月 - 1980年3月）